# Gavriil Georgievič Egiazarov
Gavriil Georgievič Egiazarov (Baku, 2 maggio 1916 – Mosca, 22 luglio 1988) è stato un regista sovietico.

## Filmografia parziale

### Regista
- Stroitsja most (1965)
- Tol'ko tri noči (1969)
- Gorjačij sneg (1972)
- Ot zari do zari (1975)
- Portret s doždёm (1977)